# Zemljopis Filipina
Filipini su država koju sačinjava otočje od 7.107 otoka ukupne površine od 300.000 km2. Jedanaest najvećih otoka sadrži 94% od ukupne površine države. Najveći od tih otoka Luzon ima površinu od oko 105.000 km2. Sljedeći najveći otok Mindanao ima oko 95.000 km2. Otočje je udaljeno oko 800 km od azijskog kopna, a nalazi se između Tajvana i Bornea.
Otoci su podijeljeni u tri skupine: Luzon, Visayas i Mindanao.
Luzon otoci obuhvaćaju sam otok Luzon te Palawan, Mindoro, Marinduque, Masbate i Batanes otoke.  Visayas je skupina otoka u središnjim Filipinima, od kojih su najveći: Panay, Negros, Cebu, Bohol, Leyte i Samar.
Otočje Mindanao obuhvaćaju sam otok Mindanao te otočje Sulu, koje se sastoji od otoka Basilan, Sulu i Tawi-Tawi.
Filipini imaju tropsku klimu kojom dominiraju kišne i sušne sezone. Ljetni monsuni donosi jake kiše većini otočja od svibnja do listopada, a zimski monsun donosi hladniji i vlažniji zrak od prosinca do veljače. Manila te većina nizinskih područja su vruća i prašnjava od ožujka do svibnja. Srednja godišnja razina temperature more rijetko padaju ispod 27 °C. Godišnja količina oborina je od 5000 milimetara u planinskoj istočnoj obali do manje od 1.000 milimetara u nekim zaštićenim dolinama.

## Statistika
- Površina
  - ukupno: 300.000 km2
  - kopno: 298.170 km2
  - voda: 1.830 km2
- Obala
  - 36.289 km
- Prirodna bogastva
- drvo, nafta, nikal, kobalt, srebro, zlato, sol, bakar.
- Korištenje zemljišta
  - oranice: 19%
  - trajni nasadi: 16,67%
  - ostalo: 64,33% (2005.)
- Navodnjavano zemljište
  - 15.500 km2 (2003.)
- Prirodne opasnosti
  - Filipine pogađaju tajfuni i ciklonske oluje, aktivna su klizišta i vulkani, te su mogući potresi i tsunamiji.
- Okoliš - trenutni problemi
- Nekontrolirano krčenje šuma, erozija tla, zagađenje zraka i vode u Manili, povećanje onečišćenja obalnih mangrovih močvara koje su važno mrjestilište ribe, teška onečišćenja vode.[1]